# Fonología del rumano
En la fonología del idioma rumano, el inventario de fonemas consta de siete vocales, dos o cuatro semivocales (existen diferentes puntos de vista) y veinte consonantes. Además, al igual que con todos los idiomas, otros fonemas pueden aparecer ocasionalmente en interjecciones o préstamos recientes.
Las características notables del rumano incluyen: dos diptongos inusuales /e̯a/ y /o̯a/ y la vocal central /ɨ/.

## Vocales
Hay siete monoptongos en rumano:
|         | Anterior | Central | Posterior |
| ------- | -------- | ------- | --------- |
| Cerrada | i        | ɨ       | u         |
| Media   | e        | ə       | o         |
| Abierta |          | a       |           |

Tabla de vocales del rumano de Sarlin (2014). Las vocales no nativas //y, ø, ɵ// no aparecen.

La siguiente tabla proporciona una serie de ejemplos para cada vocal.
| Vocal | Descripción                    | Ejemplos                                                                                 |
| ----- | ------------------------------ | ---------------------------------------------------------------------------------------- |
| /a/   | Abierta central no redondeada  | apă /ˈapə/ ('agua') balaur /baˈla.ur/ ('dragón') cânta /kɨnˈta/ ('cantar')               |
| /e/   | Media anterior no redondeada   | erou /eˈrow/ ('héroe') necaz /neˈkaz/ ('problema') umple /ˈumple/ ('llenar')             |
| /i/   | Cerrada anterior no redondeada | insulă /ˈinsulə/ ('isla') salcie /ˈsalt͡ʃi.e/ ('sauce') topi /toˈpi/ ('derretir')         |
| /o/   | Media posterior redondeada     | oraș /oˈraʃ/ ('ciudad') copil /koˈpil/ ('niño') acolo /aˈkolo/ ('allí')                  |
| /u/   | Cerrada posterior redondeada   | uda /uˈda/ ('mojar') aduc /aˈduk/ ('yo traigo') simplu /ˈsimplu/ ('simple')              |
| /ə/   | Media central no redondeada    | ăsta /ˈəsta/ ('este') păros /pəˈros/ ('peludo') albă /ˈalbə/ ('blanca')                  |
| /ɨ/   | Cerrada central no redondeada  | înspre /ˈɨnspre/ ('hacia') cârnat /kɨrˈnat/ ('salchicha') coborî /koboˈrɨ/ ('descender') |

Aunque la mayoría de estas vocales son relativamente sencillas y similares o idénticas a las de muchos otros idiomas, la vocal cerrada central no redondeada /ɨ/ es un fonema poco común y es especialmente muy poco común entre las lenguas indoeuropeas.
Según Sarlin (2014), la /ə/ es fonéticamente media abierta y de cierto modo, una [ɜ̠] central retraída, en lugar de ser media central.

### Vocales menos frecuentes

#### ö
Además de las siete vocales básicas, en una serie de palabras de origen extranjero (predomidamente de origen francés, pero también de origen alemán), la vocal media anterior redondeada, /ø/ (la /e/ rumana redondeada; ejemplo de palabra: bleu /blø/ "celeste") y la vocal media central redondeada, /ɵ/ (la /ə/ rumana redondeada; ejemplo de palabra: chemin de fer /ʃɵˌmen dɵ ˈfer/ "Chemin de Fer") se han conservado sin haber sido reemplazadas por alguno de los fonemas existentes. Las palabras prestadas se han convertido en parte del vocabulario rumano y siguen las reglas de flexión habituales del idioma, por lo que las nuevas vocales, a pesar de ser menos comunes, podrían considerarse como parte del conjunto de fonemas rumanos. Los diccionarios rumanos utilizan la ⟨ö⟩ en sus descripciones fonéticas para representar ambas vocales, lo que sugiere la posibilidad de que los hablantes de rumano en realidad las pronuncien de manera idéntica.
Debido a que no son fonemas nativos, su pronunciación puede fluctuar o incluso podrían ser reemplazados por el diptongo /e̯o/. En los préstamos franceses más antiguos a menudo han sido reemplazados por una /e/, una /o/ o por el diptongo /e̯o/, como en șofer /ʃoˈfer/ ("chofer", del francés chauffeur), masor /maˈsor/ ("masajista", de masseur) y sufleor /suˈfle̯or/ ("apuntador", de souffleur).

#### ü
De manera similar, los préstamos de idiomas como el francés y el alemán a veces contienen la vocal cerrada anterior redondeada /y/: ecru /eˈkry/, tul /tyl/, führer /ˈfyrer/, /ˈfyrər/. El símbolo utilizado en las notaciones fonéticas de los diccionarios rumanos para este fonema es ⟨ü⟩. Los hablantes educados usualmente la pronuncian como /y/, pero otras realizaciones tales como /ju/ también suceden. Las palabras más antiguas que originalmente tenían este sonido lo han visto reemplazado con /ju/, /u/ o /i/. Por ejemplo, kül del turco se convirtió en ghiul /ɡjul/ ("anillo grande"), tütün del turco se convirtió en tutun /tuˈtun/ ("tabaco") y tiutiun [tjuˈtjun] en el subdialecto moldavo, Düse del alemán pasó a ser duză /ˈduzə/ ("boquilla") y bureau del francés se convirtió en birou /biˈrow/ ("escritorio", "oficina").

## Consonantes
El rumano estándar tiene veinte consonantes fonémicas, como se muestra en la tabla a continuación. Los símbolos de las consonantes aparecen en parejas, donde los de la izquierda representan una consonante sorda y los de la derecha representan una consonante sonora.
|                   | Bilabial | Bilabial | Labiodental | Labiodental | Dental¹ | Dental¹ | Postalveolar | Postalveolar | Velar | Velar | Glotal | Glotal |
| ----------------- | -------- | -------- | ----------- | ----------- | ------- | ------- | ------------ | ------------ | ----- | ----- | ------ | ------ |
| Nasal             |          | m        |             |             |         | n       |              |              |       |       |        |        |
| Oclusiva          | p        | b        |             |             | t       | d       |              |              | k     | ɡ     |        |        |
| Africada          |          |          |             |             |         |         | t͡ʃ           | d͡ʒ           |       |       |        |        |
| Fricativa         |          |          | f           | v           | s       | z       | ʃ            | ʒ            |       |       | h      |        |
| Vibrante múltiple |          |          |             |             |         | r       |              |              |       |       |        |        |
| Aproximante       |          |          |             |             |         | l       |              |              |       |       |        |        |

¹ Todas las consonantes marcadas como "dentales" en esta tabla (excluyendo la /l/) son apicodentales. La /l/ es apicoalveolar.
Además de las consonantes en esta tabla, algunas consonantes pueden tener alófonos:
- Las consonantes palatalizadas aparecen cuando preceden a una /i/ subyacente al final de las palabras, la cual, entonces, deja de pronunciarse.[4][6]
- La /n/ se convierte en la [ŋ] velar antes de una /k/, una /ɡ/ o una /h/;
- La /h/ se convierte en la [x] velar cuando se encuentra al final de las palabras (duh "espíritu") y cuando se encuentra antes de alguna consonante (hrean "rábano picante"); se convierte en una [ç] palatal cuando está antes de una [i] o una [j]; la [ç] palatal también aparece como realización de la sílaba /hi/ subyacente cuando se encuentra al final de las palabras (cehi "checo" se pronuncia [t͡ʃeç], aunque generalmente se transcribe como [t͡ʃehʲ]).

El inventario de consonantes del rumano es casi idéntico al del italiano. Sin embargo, el rumano no posee las consonantes palatales /ɲ ʎ/, las cuales se funsionaron con la /j/ debido a la lenición, y la /d͡z/, /t͡s/ africada cambió a la /z/, /s/ debido a la espirantización. El rumano tiene la fricativa /ʒ/ y la fricativa glotal /h/, las cuales no posee el italiano.